# Cratere Choctaw
Choctaw  è un cratere sulla superficie di Marte.